# Eva Aeppli
Eva Aeppli (* 2. Mai 1925 in Zofingen; † 4. Mai 2015 in Honfleur, Frankreich) war eine Schweizer Textilkünstlerin, Plastikerin und Zeichnerin.

## Leben und Werk
Eva Aeppli wuchs in Basel auf, wo sie die Rudolf Steiner Schule besuchte, an der ihr Vater als Lehrer tätig war. Von 1943 bis 1945 besuchte sie die Kunstgewerbeschule Basel. Dort begegnet sie dem Mitschüler Jean Tinguely. 1946 heiratete sie allerdings zuerst den 29 Jahre älteren, renommierten Basler Architekten Hans Leu (1896–1954), nachdem ein Jahr zuvor der gemeinsame Sohn Felix-Vital Leu geboren wurde. 1950 wurde die Tochter Miriam-Eva Tinguely geboren, worauf Aeppli 1951 Jean Tinguely heiratete und mit ihm nach Paris zog. Das Paar kam in eine Stadt, deren Kunstleben äusserst bewegt war. Die Tochter wuchs bei Tinguelys Eltern in Bulle auf. Tinguely wurde Teil der Pariser Kunstszene und fand schnell Anschluss an den Kreis jener Künstler, die später als Nouveaux Réalistes in die Geschichtsbücher eingehen sollten. Ganz anders Eva. Als sie in das Atelier im Impasse Ronsin zogen, wurde die Künstlerkolonie zu ihrem Versteck. Sie zog sich zurück, wollte nichts wissen von den anderen Künstlern und schon gar nicht von der Kunstszene. In diesen Pariser Jahren entstanden neben Kohlezeichnungen und gestickten Bildern auch Handpuppen, welche die grossen Textilplastiken vorwegnahmen. Ein karges, asketisches Menschenbild stand dabei im Zentrum. Der junge Fotograf Joggi Stoecklin, der einige Jahre das Leben im Impasse Ronsin teilte, dokumentierte Leben und Werk von Aeppli und Tinguely. Er fotografierte Aepplis Kohlezeichnungen, Darstellungen voller Einsamkeit, Verzweiflung und Hoffnungslosigkeit. 1960 trennten sich Aeppli und Tinguely. Tinguely lebte in der Folge mit Niki de Saint Phalle und Aeppli heiratete 1962 den amerikanischen Anwalt Samuel Mercer, mit dem sie in der Nähe von Paris und in Omaha (Nebraska) lebte.
Aeppli wurde erst durch ihre lebensgrossen, oft düsteren Textilpuppen, vorzugsweise aus Seide und Samt, bekannt, die sie ab den 1960er Jahren schuf. Die Themen ihrer Kunst blieben Traurigkeit, Einsamkeit und Tod. Später stellte sie auch symbolhafte Bronzeskulpturen her.

„Mit hinfälligen Körpern kauern oder liegen sie [die Puppen] auf schadhaften Stühlen oder Sesseln oder gruppieren sich in schlaffen Samtgewändern zum Chor einer Tragödie. Ihre federgewichtigen, bis zu Krallen ausgewachsenen Spinnenfinger schlenkern an kraftlosen Armen, die bis aufs Skelett abgemagerten Körper tragen ausgezehrte, teilnahmslose oder gespenstisch leidvolle Gesichter, die oft maskenhaft erstarrt sind. Mit landläufigen Puppen haben diese menschengrossen Schreckensboten nichts zu tun. Sie verwandeln jeden Raum in ein Asyl, ein Totenhaus, in dem die Schatten der Lebenden apathisch dahinvegetieren.“

Nach einer tiefen Lebens- und Schaffenskrise, in der sie den grössten Teil ihres zeichnerischen Œuvres zerstörte, erfuhr ihr Werk ab 1975 eine grundlegende Wendung. Formale Konsequenz war der Verzicht auf die Ganzfigur und die Konzentration auf Kopf und Gesicht. Von grosser Bedeutung war fortan die Arbeit in Folgen, Serien oder Zyklen. Eine enge Freundschaft verband sie auch mit Daniel Spoerri, in dessen südtoskanischem Skulpturenpark Il Giardino sie mit diversen Arbeiten vertreten ist. Zum Beispiel mit der Bronzegruppe Die Planeten, die nach 1975 als Folge von Aepplis intensiver Beschäftigung mit Astrologie entstand – und vielleicht doch ein etwas milderes Menschenbild zeichnet.
Die Künstlerin verstarb zwei Tage nach ihrem 90. Geburtstag in Honfleur. Einer ihrer Enkel ist der Tätowier-Künstler Filip Leu.

## Werke in öffentlichem Besitz
Omaha, Nebraska (USA), Collection Old Omaha Association, Les Planètes, 1975–76, Les Erinnyes, 1977–78, Brunnenanlage mit drei Skulpturen, sowie permanente Installation von Le Zodiaque, 1979–1980; Paris, Musée national d’art moderne, Centre Georges Pompidou; Kunstmuseum Solothurn; Stockholm, Moderna Museet; Wien, Museum moderner Kunst; Wien, Palais Liechtenstein, Sammlung Ludwig; Kunsthaus Zürich.

## Ausstellungen (Auswahl)
- 2022: Das Eva Aeppli Sentimental Museum, Centre Pompidou-Metz (Einzel)
- 2003: Eva Aeppli, Museum Tinguely, Basel (Einzel)
- 1994: Eva Aeppli, Kunstmuseum Solothurn (Einzel)
- 1993: Eva Aeppli, Moderna Museet, Stockholm (Einzel)

## Werke
- La Table, 1967
- Groupe 48 (Die Gruppe der 48), 1969–1970
- Die Sternzeichen, 1980–1985
- Samurai, 1981
- Erdhexe, 1990–1991